# 雷默頓 (喬治亞州)
雷默頓（英語：Remerton）是一個位於美國喬治亞州朗茲縣的城市。

## 地理
雷默頓的座標為30°50′37″N 83°18′31″W / 30.84361°N 83.30861°W，而該地的平均海拔高度為54米（即177英尺）。

## 人口
根據2010年美國人口普查的數據，雷默頓的面積為0.50平方千米，當中陸地面積為0.50平方千米，而水域面積為0.00平方千米。當地共有人口1123人，而人口密度為每平方千米2,246人。